# Drusus gueneri
Drusus gueneri is een schietmot uit de familie van de Limnephilidae. De soort komt voor in het Palearctisch gebied.
De wetenschappelijke naam van de soort werd voor het eerst geldig gepubliceerd in 1995 door Füsun Sipahiler. 